# یوروکوپتر ئی‌سی۱۳۵
یوروکوپتر ئی‌سی۱۳۵ (به انگلیسی: Eurocopter EC135) ساخت شرکت هلیکوپتر سازی یوروکوپتر (ایرباس هلیکوپترز) یکی از هلیکوپترهایی است که در سطح گسترده در اروپا مورد استفاده قرار گرفته‌است. ابن بالگرد سبک شهری قابلیت پرواز در شرایط IFR را دارد. برای خدمات پلیس و امدادرسانی بسیار از این بالگرد استفاده می‌شود. نمونه نظامی این بالگرد یوروکوپتر ئی‌سی۶۳۵ نام دارد.
از این هلیکوپتر در سریال تلویزیونی هلیکوپتر پلیس (helicops-einsatz uber berlin)استفاده شده بود.